# Kimball Gallagher
Kimball Gallagher (* 1981 in Boston) ist ein US-amerikanischer Pianist und Komponist.
Gallagher studierte an der Rice University bei Jeanne Kierman-Fischer und an der Juilliard School bei Robert McDonald. Sein langjähriger Mentor ist der Pianist Joseph Smith. Mit einem ausverkauften Debütkonzert in der Carnegie Hall begann er 1988 seine 88-Concert Tour, eine Serie von mehr als dreihundert Konzerten in dreißig Ländern auf allen Kontinenten. Mit diesen Konzerten an ungewöhnlichen Orten, teils in privaten Räumen, wollte er die Tradition des Salon-Konzerts wiederbeleben. Für jedes dieser Konzerte komponierte und spielte er jeweils ein Präludium. Die Tournee endete 2015 mit einem Recital in der Carnegie Hall.
Seine musikalische Tätigkeit verbindet Gallagher mit humanitären Aktionen. So gründete er 2014 das Myanmar Music Festival (und gab ein privates Konzert für Aung San Suu Kyi) und nach mehreren Konzertreisen in Zusammenarbeit mit dem tunesischen Erziehungsministerium und der Action et Dèveloppment Solidaire die Initiative Tunisia88, die eine Konzerttournee durch Schulen Tunesiens und die Gründung von Musikclubs in 88 Schulen beinhaltete. In Ägypten gab er ein Benefizkonzert zu Gunsten der NGO Al Fanar. Um seine Aktivitäten und Partnerschaften zu koordinieren, gründete er 2008 die Organisation 88 International.

## Weblink
- Website von Kimball Gallagher